# Gyula Márfi

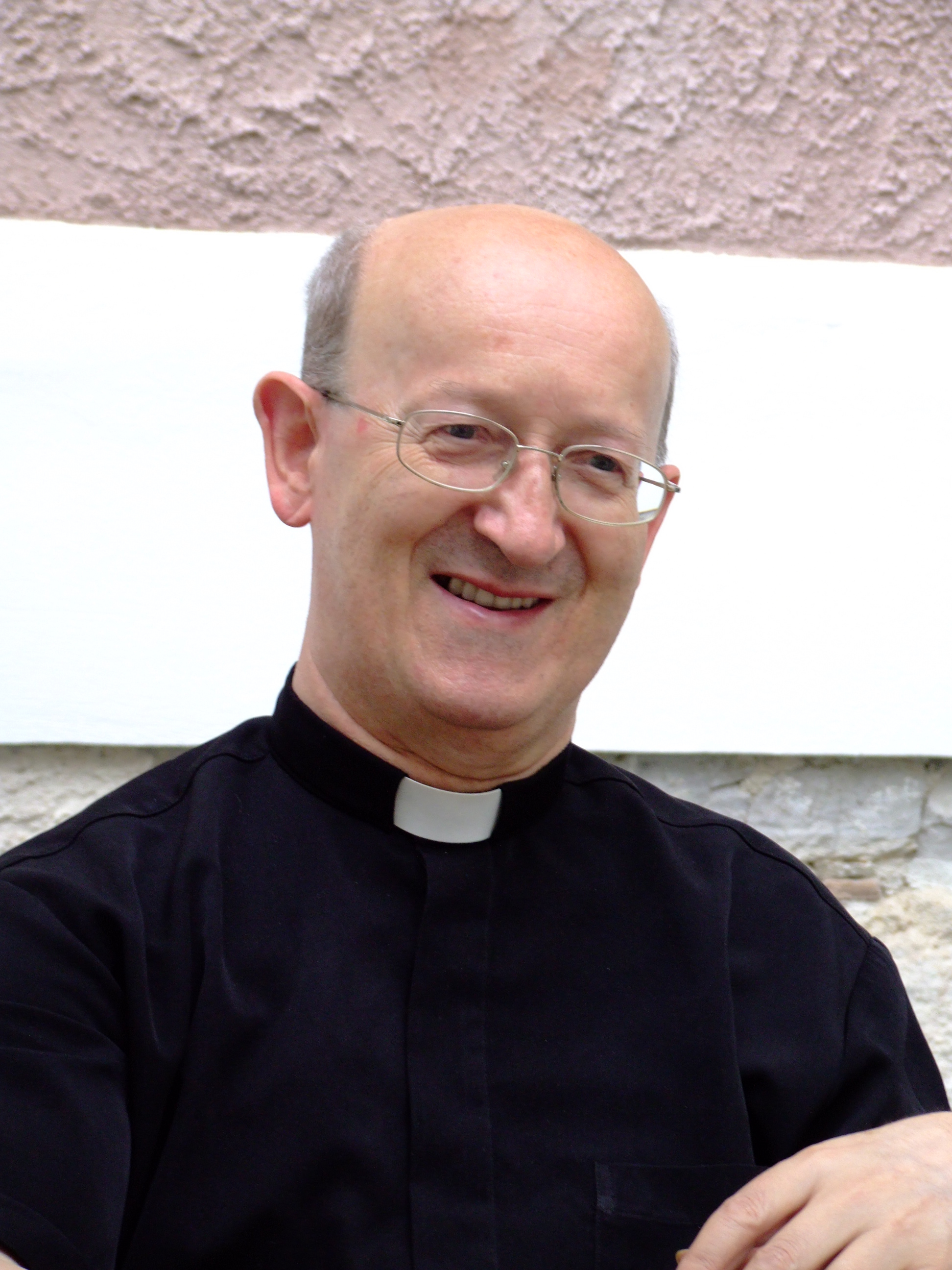
Gyula Márfi

Wappen von Gyula Márfi als Erzbischof

Gyula Márfi (* 17. Dezember 1943 in Pördefölde) ist ein ungarischer Geistlicher und emeritierter römisch-katholischer Erzbischof von Veszprém.

## Leben
Gyula Márfi besuchte nach dem Abschluss des Gymnasiums der Benediktinerabtei Pannonhalma das Theologische Seminar in Budapest und empfing am 18. Juni 1967 die Priesterweihe für das Bistum Szombathely.
1969 wurde er in Budapest zum Dr. theol. promoviert. Von 1976 bis 1978 studierte er in Paris Ökumenische Theologie und war anschließend als bischöflicher Sekretär und Büroleiter tätig.
Papst Johannes Paul II. ernannte ihn am 11. November 1995 zum Titularbischof von Amantia und zum Weihbischof in Eger. Die Bischofsweihe spendete ihm der Erzbischof von Esztergom-Budapest, László Kardinal Paskai, am 2. Dezember desselben Jahres; Mitkonsekratoren waren Erzbischof István Seregély von Eger und Bischof István Konkoly von Szombathely.
Am 14. August 1997 wurde Márfi zum Erzbischof von Veszprém ernannt. Die Amtseinführung erfolgte am 5. September 1997.
Papst Franziskus nahm am 12. Juli 2019 seinen altersbedingten Rücktritt an.

## Wirken
Am 22. April 2016 nahm Gyula Márfi an einer Tagung der Salesianerakademie von Veszprém zum Thema „Demographische Probleme im Mittelmeerraum im 19. und 20. Jahrhundert“ teil. Dabei warnte er vor einer Islamisierung Europas. Der Migrationsdruck auf Europa habe andere Gründe als jene, „die man uns glauben machen will“. Überbevölkerung, Armut und Krieg spielten nur eine nachrangige Rolle. Angestrebt werde die Eroberung Europas, begünstigt durch Kinderlosigkeit und das geistige und soziologische Vakuum, das hier entstanden sei. Diese Ansichten bekräftigte er später in einem Interview, in dem er vor einer „Masseneinwanderung als Instrument der Islamisierung Europas“ warnte.
Márfi befürchtet durch multikulturelle Gesellschaften den Verlust von „Identität, Kultur, Sprache, praktisch alle[m]“. Die Freimaurerei sei die Urheberin der „Anti-Christlichkeit der EU“; sie benutze die „muslimische Einwanderung als Vehikel zur Entchristlichung“. „Noch gefährlicher als der Islam, sei die LGBT-Ideologie, weil sie die Grundlagen der katholischen Moral untergrabe, samt Legalisierung der gleichgeschlechtlichen Ehe, die er als ‚Todsünde‘ bezeichnete.“